# La Gomera - L'isola dei fischi
La Gomera - L'isola dei fischi (La Gomera) è un film del 2019 scritto e diretto da Corneliu Porumboiu.

## Trama
Cristi, un poliziotto corrotto di Bucarest, accetta di aiutare un gangster spagnolo - Paco - per far evadere dal carcere un membro della banda che ha tradito i suoi complici nascondendo 30 milioni di euro.
Per comunicare senza paura di essere intercettati dalla polizia Rumena che sospetta di Cristi e lo ha messo sotto sorveglianza, Paco gli impone di recarsi sull'isola de La Gomera, nelle Canarie, per imparare il linguaggio fischiato usato dei contadini locali.

## Produzione
Il film è stato prodotto dalla società del regista 42 km Film in collaborazione con la francese Les Films du Worso e la tedesca Komplizen Film, con mk2 che gestisce la distribuzione. Le riprese si sono svolte in Romania e nelle isole Canarie.

## Distribuzione
La pellicola è stata presenta il 18 maggio 2019 al Festival di Cannes 2019 ed è stata candidata per la palma d'oro.
Nel novembre 2019 il film è stato presentato nella sezione Festa Mobile del 37° Torino Film Festival.
Il film è stato distribuito nelle sale italiane a partire dal 27 febbraio 2020 con Valmyn Distribution.

## Riconoscimenti
- 2019 - Festival di Cannes
  - In competizione per la Palma d'oro